# منطقة أوكي (شيمانه)

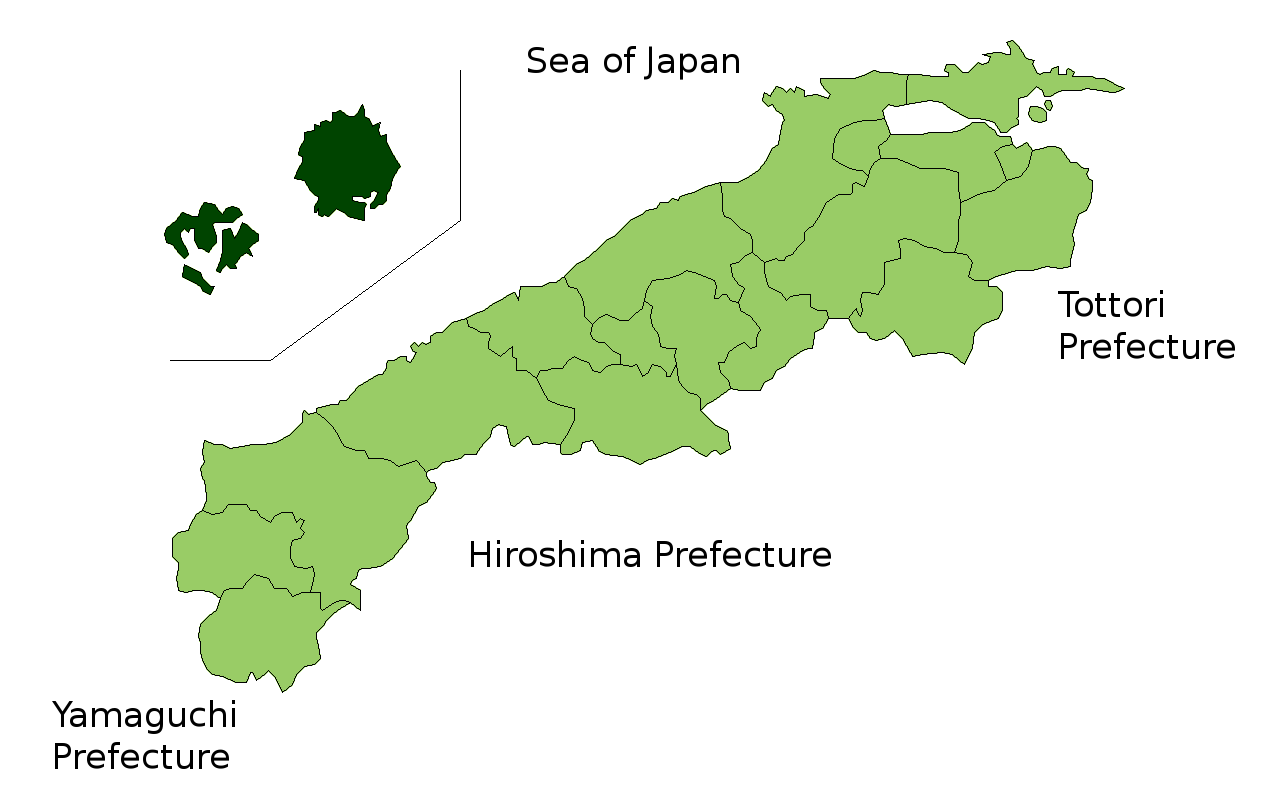
موقع جزيرة أوكي اليابانية

منطقة أوكي (باليابانية: 隠岐郡) ، هي جزيرة تقع في شرق بحر اليابان/بحر الشرق ، وهي تابعة لمقاطعة شيمانه اليابانية ، تبلغ عدد سكانها نحو 24,500 نسمة ، وتوجد جزر أوكي التابعة لها.

## القرى والمدن
- آما ، توجد في جزيرة ناكانوشيما.
- شيبو ، تقع في جزيرة شيبوريجيما.
- نيشينوشيما ، تقع في جزيرة نيشينوشيما.
- أوكنوشيما ، تقع في جزيرة دوغو.